# Словения на летних Олимпийских играх 1996
Словения принимала участие в Летних Олимпийских играх 1996 года в Атланте (США) во второй раз за свою историю, и завоевала две серебряные медали. Сборную страны представляли 12 женщин.

## 02!Серебро
- Лёгкая атлетика, женщины, 100 метров с препятствиями — Бригита Буковец.
- Каноэ, мужчины — Андраж Веховар.

## Результаты соревнований

### Академическая гребля
В следующий раунд из каждого заезда проходили несколько лучших экипажей (в зависимости от дисциплины). В финал A выходили 6 сильнейших экипажей, остальные разыгрывали места в утешительных финалах B-D.
Мужчины
| Соревнование | Спортсмены | Предварительный заезд | Предварительный заезд | Предварительный заезд | Отборочный заезд | Отборочный заезд | Отборочный заезд | Полуфинал     | Полуфинал     | Полуфинал     | Финал   | Финал   | Итоговое место |
| Соревнование | Спортсмены | Заезд                 | Время                 | Место                 | Заезд            | Время            | Место            | Заезд         | Время         | Место         | Время   | Место   | Итоговое место |
| ------------ | ---------- | --------------------- | --------------------- | --------------------- | ---------------- | ---------------- | ---------------- | ------------- | ------------- | ------------- | ------- | ------- | -------------- |
| одиночки     | Изток Чоп  | 1                     | 7:32,69               | 2                     | 1                | 7:41,83          | 1 Q              | Полуфинал A/B | Полуфинал A/B | Полуфинал A/B | Финал A | Финал A | 4              |
| одиночки     | Изток Чоп  | 1                     | 7:32,69               | 2                     | 1                | 7:41,83          | 1 Q              | 2             | 7:15,07       | 2 QA          | 6:51,71 | 4       | 4              |